# دونا نوبل
دونا نوبل شخصیتی ساختگی است که در سریال دکتر هو حضور دارد. خانه ی او در چیزیک، لندن و همراه دکتر دهم است.او در ابتدا در قسمت کوتاهی در سری سال ٢٠٠٦ به نام عروس فراری ایفای نقش کرد.او بعد از مارتا جونز نقش همراه دکتر را به عهده گرفته است. بازی این نقش بر عهده کاترین تیت بوده است.